# جراند ثفت أوتو: ذا تريلوجي
 سرقة السيارات الكبرى الثلاثية  (بالإنجليزية:Grand Theft Auto: The Trilogy) عبارة عن تجميع لثلاثة ألعاب الفيديو الرئيسية التي تنتمي إلى «عصر» الثالث من ألعاب العالم المفتوح أكشن مغامرة و هي سرقة السيارات الكبرى الثالث سنة 2001م، وسرقة السيارات الكبرى:فايس سيتي سنة 2002م وسرقة السيارات الكبرى: سان أندرياس سنة 2004م.أصدر التجمع لأول مرة في عام 2005م.
اللعبة أيضا حزمة منقحة لسرقة السيارات الكبرى: سان أندرياس، والتي تم سحبها من الأسواق بسبب جدل هوات كوفي و فايس ستي للوصول عن غير قصد من خلال تركيب واستخدام تعديل.